# 戦争と貞操 (1957年の映画)
『戦争と貞操』（せんそうとていそう、Летят журавли）は、1957年のソビエト連邦のドラマ映画。第二次世界大戦で恋人を失った女性が描かれる。モスフィルムが製作し、グルジア出身のミハイル・カラトーゾフが監督した。第11回カンヌ国際映画祭でパルム・ドールを獲得した。
撮影時仮題は『あなたの人生の為に』。日本語題は押韻をしていた独自のタイトルから、後年原題にならった『鶴は翔んでゆく』に変更された。

## あらすじ
第二次世界大戦の最中の事、ヴェロニカとボリスは将来を誓い合っていた恋人同士。ボリスは祖国とヴェロニカを守る為に志願兵となり従軍する事にしたが、出征の日にヴェロニカにその話をする事なく出立する事になる。
一方ヴェロニカにも戦火は及び、爆撃でヴェロニカの両親は失われる。ヴェロニカはボリスの家族の元に身を寄せる事となったが、戦災で家族を失ったヴェロニカは心を閉ざしていた。そのヴェロニカに以前から想いを寄せていたボリスの従兄弟マルクは出征したまま帰らぬボリスを待つヴェロニカを強引に説得し、更にマルクそしてボリスの親族もそれに賛成した為にヴェロニカは止むなくマルクと結婚する羽目になる。だがその頃、戦場にて前線偵察に赴いたボリスは負傷した戦友を救おうとして撃たれ消息不明に。
ボリスの父の勤める野戦院で看護婦として働きながらボリスの帰りを待つヴェロニカに、ボリスの父親のある一言が襲う。それに悲観し、自殺を図ろうとしたヴェロニカは、死ぬはずの瞬間に一人の少年を助けるが、その少年の名前が「ボリス」だった事から再び生きようとそしてボリスを見つけ出そうと決意し、出奔。
独ソ戦が終戦に向かおうとしていたその時に、ヴェロニカにある試練が訪れる。

## キャスト
- ヴェロニカ - タチアナ・サモイロワ
- ボリス - アレクセイ・バターロフ（英語版）
- ヒョードル - ワシリー・メルクーリエフ（英語版）
- マルク - アレクサンドル・シュウォーリン
- イリーナ - スベトラーナ・ハリトーノワ（英語版）
- ステパン - ヴァレンタイン・ズブコフ（英語版）
- ヴォロヂャ - コンスタンチン・ニキーチン
- ボリスとイリーナの祖母 - アントニーナ・ボグダノワ
- チェルノフ - ボリス・ココーフキン
- アンナ - エカテリーナ・クプリヤノヴァ